# Вартоломеј Подјебрдски
Вартоломеј од Минстерберга (Немачки: Bartholomäus von Podiebrad, Чешки: Bartoloměj Minsterberský; Bartoloměj z Minstrberka; * око 1478. године, вероватно у Ћешину; † 3. априла 1515. године, код Хаинбурга на Донаву) био је војвода од Минстерберга и гроф од Глаца.

## Живот
Вартоломеј је потекао од минстербершког огранка господара Подјебрадија. Његови родитељи су били војвода Виктор Подјебрад фон Минстерберг и Тропау и Софија, ћерка војводе Болеслава II од Ћешина, који је умро 1479. године. Вартоломеј је вероватно провео детињство у Ћешину. Одгајио га је ујак војвода Казимир II Пјаст, који га је припремао за дипломатску каријеру и заштиту породичних интереса. Пошто је његов отац изгубио поседе од угарског краља Матије Корвина Хуњадија 1485. и 1487. године, Вартоломеј није имао никакву финансијску подршку. Ипак, успео је да постане утицајан дипломата за краља Владислава II Јагелона, који је 1495. године, пристао на трајни уговор са војводама од Минстерберга. Заједно са краљевским градовима, Вартоломеј је подржао краља Владислава II у настојању да ограничи моћ чешких господара.
Дана 14. октобра 1512. године, војвода Вартоломеј Подјебрад је водио битку са народом Бреслауа код Канта, у којој је поразно изгубио. Због тога се на њега односи изрека „Војвода Бартел без земље изгорео је уста пред Кантом“.
Пошто је војвода Вартоломеј Подјебрад био лојалан и Хабзбурговцима, одиграо је кључну улогу у склапању уговора између цара Максимилијана I и Владислава II 1515. године. Уговором закљученим у Бечу уговорено је бечко двоструко венчање Владиславове ћерке Ане са каснијим надвојводом Фердинандом I и венчање Лудвига II са Маријом, унуком цара Максимилијана I.
Иако војводу Вартоломеја Подјебрада, који је био унук чешког краља Јиржија Подјебрадија, често погрешно описују поједини историчари као осветољубивог политичара и свадљивог сплеткара, он је био једна од најважнијих личности у Чешкој за време владавине краља Владислава II. Ипак, није успео да изгради економску базу. У његовом поседу су били само источночешки замци Скали, Јивка и од 1513. године замак Кумбурк.
Није доживео двоструко венчање које је уприличио, а које се одиграло у Бечу 22. јула 1515. године. 15. априла 1515. године, погинуо је у бродолому у поплавама Дунава код Хаинбурга. Његов наследник као саветник краља Владислава II био је његов рођак Карло I, коме је такође дата одговорност да одгаја принца Лудвига II, који још није био пунолетан. Само годину дана касније, Лудвиг II је наследио свог покојног оца на боемско-угарском краљевском престолу.